# Alexander Götz (Politiker)

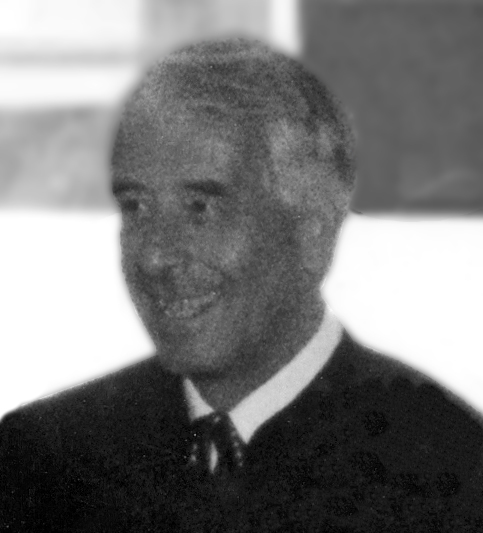
Alexander Götz (ca. 1987)

Alexander Götz (* 27. Februar 1928 in Graz; † 18. Jänner 2018 ebenda) war ein österreichischer Politiker (FPÖ). Er war von 1978 bis 1980 Bundesparteiobmann der FPÖ, 1979 Abgeordneter zum Nationalrat und von 1973 bis 1983 Bürgermeister von Graz.

## Leben
Alexander Götz, Sohn des Gründungsobmanns der steirischen FPÖ  Alexander Götz senior, besuchte nach der Volksschule ein Bundesrealgymnasium in Graz. Nach der Matura 1947 folgte ein Bauingenieur-Studium, das er 1953 als Diplomingenieur beendete. 1956 promovierte er zum Doktor der Rechte, 1958 folgte die Promotion zum Dr. rer. pol.
1955 trat er der im November neu gegründeten FPÖ bei, 1958 wurde er Stadtrat in Graz. Von 1964 bis 1973 war er Vizebürgermeister und danach bis 1983 Bürgermeister von Graz. In der VI. (1965–1970) und VII. Gesetzgebungsperiode (1970–1974) war er außerdem Abgeordneter zum Landtag Steiermark. Von 1964 bis 1983 war er FPÖ-Landesparteiobmann in der Steiermark.
1978 folgte er Friedrich Peter als Bundesparteiobmann der FPÖ nach, 1980 wurde er in dieser Funktion von Norbert Steger abgelöst. Von Juni bis November 1979 war er FPÖ-Abgeordneter und Klubobmann im Nationalrat.
Obwohl seine Partei 1973 mit Abstand nur drittstärkste Kraft war, wurde er mit den Stimmen der ÖVP in sein Amt gewählt. Zuvor erlitt die bis dahin in Graz absolut regierende SPÖ unter Bürgermeister Gustav Scherbaum eine schwere Niederlage, die vor allem von ihrem Festhalten an der „Eggenberger Trasse“, der Führung der Pyhrn Autobahn mitten durch das Stadtgebiet herrührte. Neben den neu aufkommenden Bürgerinitiativen tat sich auch Götz als Gegner dieser Transitstrecke hervor. Bei der Gemeinderatswahl 1983 fiel die FPÖ von 14 auf 9 Mandate zurück, daraufhin musste er seine politische Karriere beenden.
Er bekam die Geschäftsführung des Steiermärkischen Technologie-Beratungszentrums „TECHNOVA“, die er bis 1993 innehatte, und war von 1983 bis 1997 Präsident der Grazer Messe International. Mit der FPÖ, zu deren Gründungsmitgliedern er zählte, kam es unter der Obmannschaft Jörg Haiders, der ihn zum Verzicht auf seine „Millionenpension“ (circa 2½ Mio. öS / ~ 200.000 € pro Jahr für seine Politiker- und Beamtenpension) aufforderte, zu einem Zerwürfnis. Götz focht beim Verfassungsgericht den Eingriff in die Pensionsregelungen für Politiker an und bekam recht, die Stadt Graz musste 7 Mio. öS / 500.000 € nachzahlen. Er verstieß damit gegen den von der Partei propagierten Privilegienabbau und wurde aus der FPÖ ausgeschlossen. Alexander Götz fand sich nicht damit ab. Er berief beim Parteigericht und setzte sich abermals durch. Der Ausschluss wurde rückgängig gemacht.
Bei der Gemeinderatswahl in Graz 2017 trat er auf Listenplatz 96 für die FPÖ an.
Er war Mitglied im Akademischen Turnverein (ATV) zu Graz.

## Auszeichnungen
- 1978: Großes Goldenes Ehrenzeichen für Verdienste um die Republik Österreich[6]
- 2008: Großes Goldenes Ehrenzeichen des Landes Steiermark mit dem Stern
- Ehrenring des Landes Steiermark
- Ehrenbürger von Graz

## Schriften
- Wirtschaftsprobleme des Stadtverkehrs. [Mit Pl. u. Diagr.] Staatswiss. Diss., Graz 1958 Katalogzettel Österreichische Nationalbibliothek
- Bundesparteitag 1978. Freiheitl. Bildungswerk, Wien 1978
- Ergötzliches – ein Jahrzehnt als Grazer Bürgermeister. Stocker, Graz 1996